# Obirske kapniške jame
Obirske kapniške jame se nahajajo na nadmorski višini 1000 metrov v bližini Železne Kaple na avstrijskem Koroškem.

## Dostop
Do jame je možno priti s posebnim jamskim avtobusom, ki vozi iz središča Železne Kaple. Ogledi so možni vsak dan od marca do novembra.

## Zgodovina
Jame so odkrili leta 1870, ko so iskali svinec in cink. Takrat so jih zanimali samo številni podzemeljski hodniki, ki so rudarjem omogočali hitrejše prodiranje v notranjost gore.
Same jame so stare 200 milijonov let. Temperatura v jamah je skozi vse leto 8 stopinj Celzija.